# Кампен, Робер

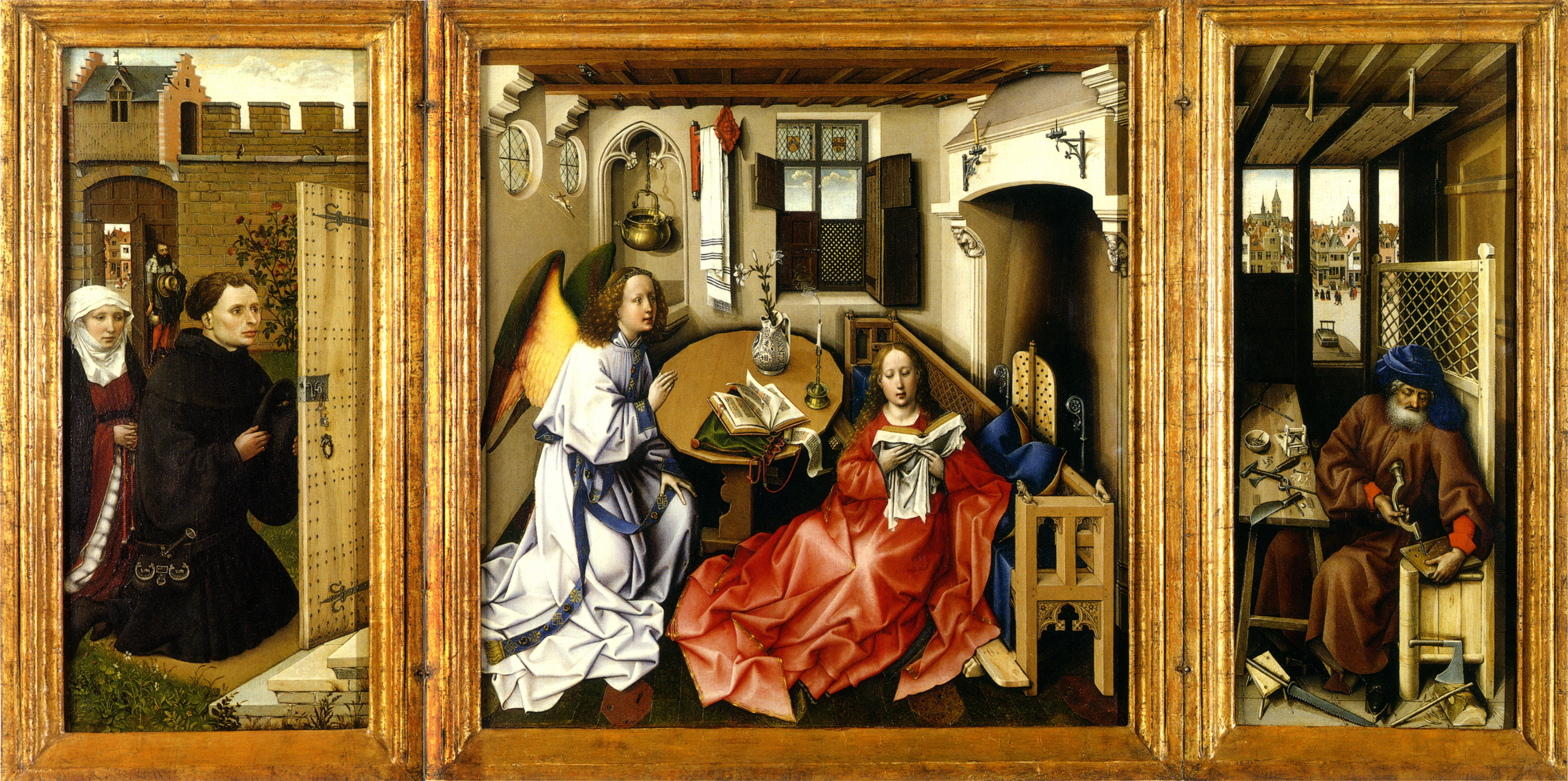
Алтарь Мероде (известен также как Триптих Благовещения). Между 1427 и 1432. Дерево, масло. Клойстерс, Нью-Йорк

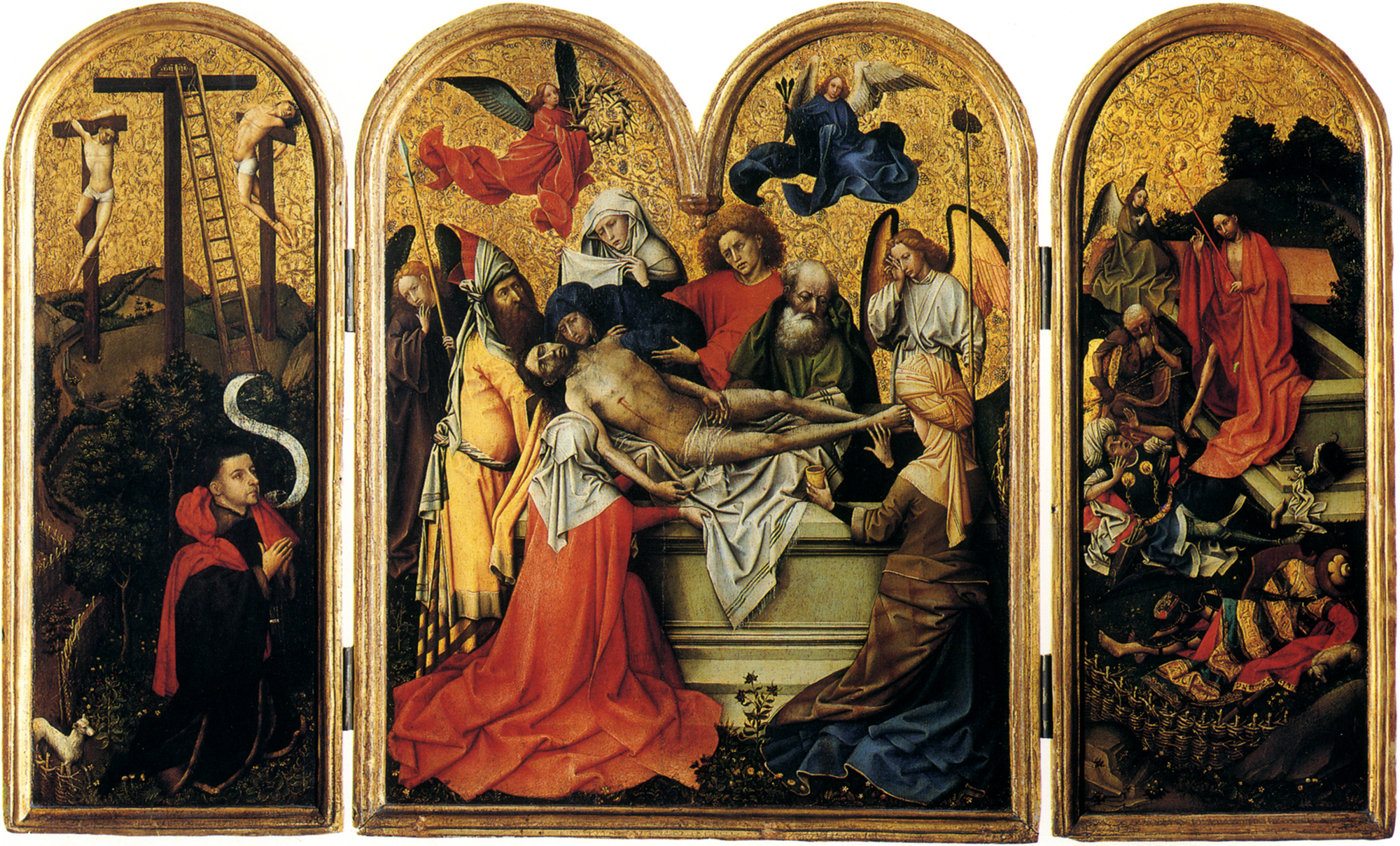
Погребение Христа. Зайлернский триптих. 1415. Дерево, масло. Галерея Курто, Лондон

Робе́р Кампе́н (нидерл. Robert Campin; ок. 1378 — 26 апреля 1444, Турне) — нидерландский живописец, один из основоположников нидерландской школы живописи раннего Северного Возрождения. Наставник Рогира ван дер Вейдена и Жака Даре. Один из первых портретистов в истории европейской живописи.
Его имя вплоть до 1909 года оставалось неизвестным и художника называли анонимным флемальским мастером (фр. Maître de Flémalle), поскольку местом хранения створок расписанного им алтаря был указан Флемаль близ Льежа (Валлония, ныне Бельгия). Однако в этом местечке нет упоминавшегося в данных аббатства, и происхождение этих произведений оставалось недоказанным. Поэтому атрибуция и других произведений мастера является предметом споров на протяжении многих десятилетий.

## Биография
О художнике Робере Кампене, которому приписываются картины так называемого Флемальского мастера, тем не менее, известно достаточно. Робер Кампен родился в городе Валансьен — некогда процветавшей столице графства Эно (Геннегау). В датировке этого события исследователи расходятся, называя различные даты между 1375 и 1380 годами. Имя Кампена встречается в документах начиная с 1406 года. В 1410 году он получил права гражданства в крупном фламандском городе Турне и на протяжении тридцати лет оставался ведущим живописцем этого города. В документах городского архива сохранились данные о том, что ему принадлежало несколько домов, что свидетельствует о материальном благополучии художника.
К 1419 году его слава настолько упрочилась, что он основал крупную и прибыльную мастерскую. У него была внебрачная связь с женщиной по имени Лёранс Поль, которая привела его к тюремному заключению. Тем не менее, Кампену удалось сохранить своё общественное положение и мастерскую до самой смерти в 1444 году. Источники свидетельствуют, что художник имел множество учеников (впервые его мастерская упоминается в 1418 году), среди которых были известные впоследствии живописцы Рогир ван дер Вейден; в документе о приёме ученика стоит французский вариант его имени: Рожеле де ла Пастюр (Rogelet de la Pasture), но исследователи считают, что это Рогир ван дер Вейден, и Жак Даре, которые упоминаются как его ученики в 1427—1432 годах. Есть мнение, что в 1427 году Турне посетил Ян ван Эйк, приехавший в город, по всей видимости, для знакомства с искусством Кампена. Кампен играл тогда важную роль в общественной жизни города, брался за самые разнообразные работы, от фресок до картонов для шпалер, не говоря уже о менее крупных заказах. Единственное датированное произведение, приписываемое Кампену — «Верльский алтарь» — относится к 1438 году (ныне находится в Прадо, Мадрид). В 1423 году Кампен принял участие в выступлении горожан против правящего в Турне патрициата, войдя после того в число членов нового городского управления. Вскоре, однако, патриции вновь вернулись к власти, а художник подвергся преследованиям. Есть мнение, что это было вызвано политическими симпатиями Кампена к французскому королю Карлу VII в эпоху острого соперничества между бургундским герцогством и французским королевством.

## Проблемы атрибуции
В XX веке некоторые учёные предположили, что флемальским мастером мог быть не кто иной, как Робер Кампен, который упоминается в документах как мастер-живописец в Турне с 1406 года. Впервые эту версию в 1909 году упомянул Юлен де Лоо. Основанием послужил документ, упоминающий, что двое учеников — Жак Даре и Роже де ла Пастюр — были приняты в его мастерскую в 1427 году. Последним был, скорее всего, выдающийся мастер Рогир ван дер Вейден. В единственном дошедшем до наших дней триптихе Даре прослеживаются схожие черты с работами флемальского мастера. Эти же черты находят и в работах ван дер Вейдена. Таким образом, логично предположить, что оба были учениками флемальского мастера, то есть Робера Кампена. Другая версия гласит, что произведения флемальского мастера были написаны ван дер Вейденом, когда ему не было и тридцати. Некоторые историки искусства до настоящего времени считают их ранними работами ван дер Вейдена.
Валлонские историки, естественно, склонны верить, что столь ранний и значительный художник был франкоязычного происхождения. Они отмечают, что фамилия Кампен нередка в Эно, особенно в Валансьене, где она часто встречается в этот период; и далее, с очевидной убедительностью, они указывают, что в критический момент художник получил покровительство герцогини Эно, когда был приговорён к году изгнания за распутную жизнь. Тем не менее, возникает соблазн искать его происхождение в другом месте. Само его имя указывает на Лимбург-Кампен в окрестностях Маастрихта, откуда происходили Ван Эйки, де Лимбурги и другие знаменитые художники этого поколения. В Маастрихте существовала значительная школа живописи с древней историей. Более того, когда Робер Кампен поселился в Турне, он привёз с собой жену, Изабеллу Штокхем, а Штокхем — это "деревня на левом берегу Мааса, недалеко от [Маасейк]а.

## Робер Кампен как основоположник искусства Северного Возрождения
Историки искусства давно пытались найти мастера, стоявшего у истоков искусства Северного Возрождения. Долго считалось, что первым художником, отошедшим от традиций интернациональной готики, был Ян ван Эйк. Но к концу XIX века стало ясно, что ван Эйку предшествовал ещё один мастер, работе которого принадлежит триптих Благовещения, ранее принадлежавший графине Мероде («Алтарь Мероде»), а также «Флемальский алтарь». Было предположено, что обе эти работы принадлежат руке некоего флемальского мастера, личность которого в то время ещё не была установлена.
Однако произведения флемальского мастера несколько грубее по технике, чем работы Рогира ван дер Вейдена. Ранние произведения Кампена демонстрируют влияние художников интернациональной готики Братья Лимбург братьев Лимбург (между 1385 и 1416) и Брудерлам, Мельхиор Мельхиора Брёдерлама (ок. 1328— после 1409), но при этом их отличает более реалистичное восприятие, чем у любого из предшествующих художников, достигнутое благодаря инновациям в использовании масляных красок. Являясь современником миниатюристов, работавших над иллюминацией рукописей, Робер Кампен смог достичь такого уровня наблюдательности и точности изображения, как никакой другой живописец до него.

## Основные произведения
Помимо Флемальского алтаря и Алтаря Мероде, работе Кампена приписывается ещё десяток произведений, включая диптих-складень из собрания Д. П. Татищева в Государственном Эрмитаже (Санкт-Петербург), две створки из исключительного по качеству Верльского триптиха в Прадо (Мадрид), раннее «Положение во гроб» (Галерея Курто, Лондон), парный портрет в Национальной галерее Лондона и «Рождество Христа» (1420) из музея в Дижоне. Атрибуция всех произведений Кампену спорна; не исключено, что те или иные работы принадлежат кому-то из его учеников (например, Жаку Даре).

## Галерея

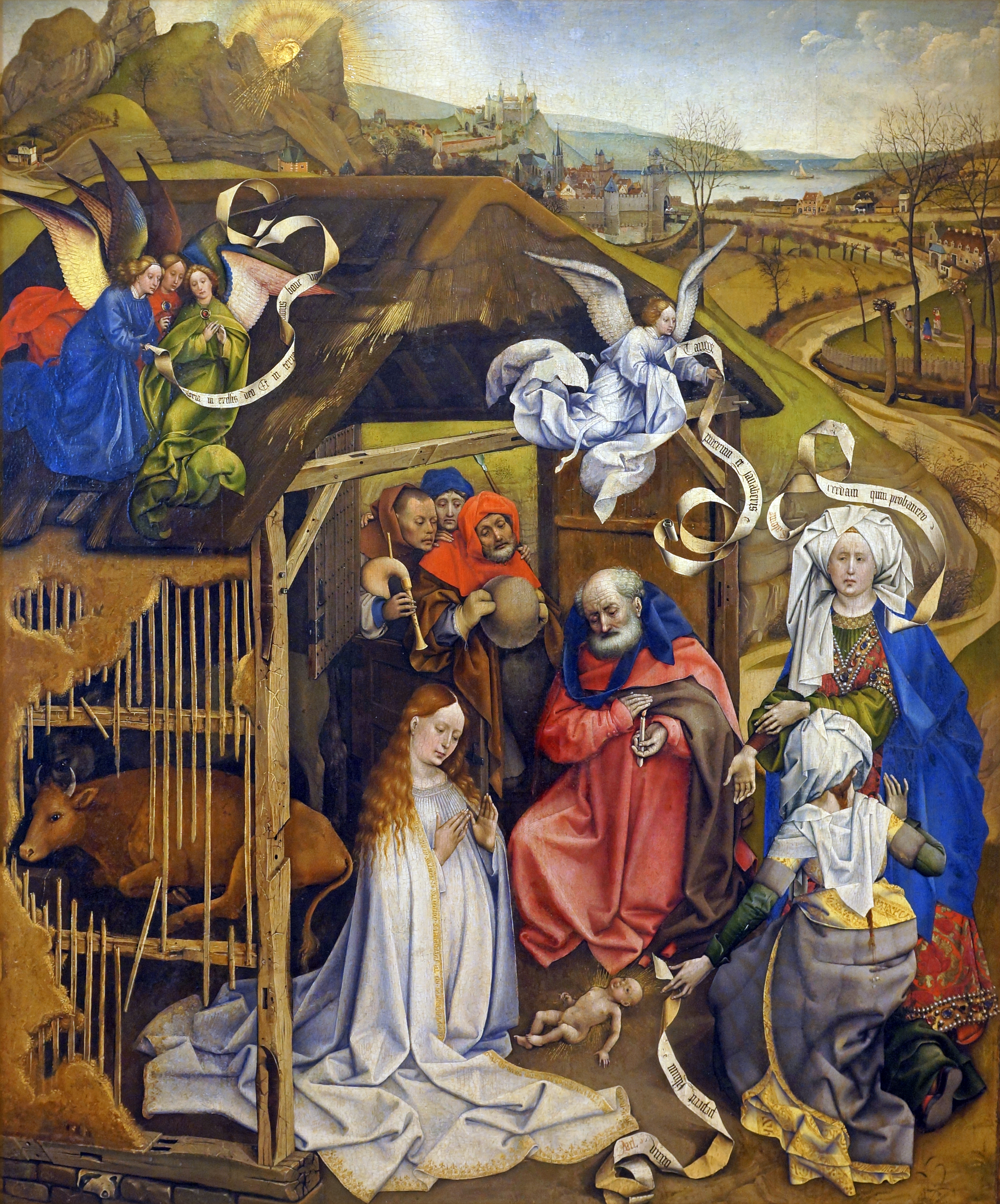
Рождество Христа и поклонение пастухов. Между 1420 и 1426. Дерево, масло. Музей изящных искусств, Дижон
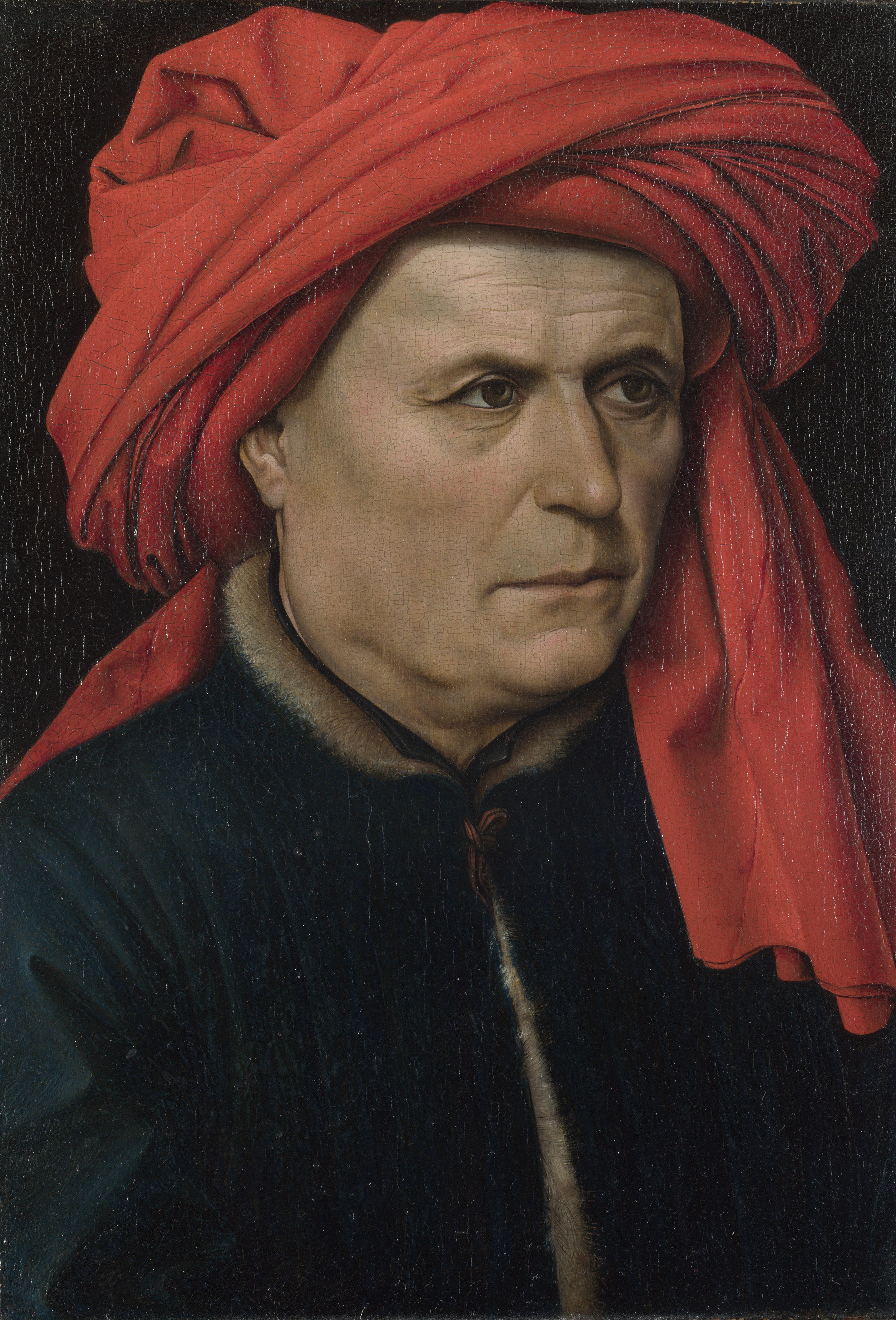
Портрет мужчины в красном тюрбане. Ок. 1435. Дерево, темпера, масло. Национальная галерея, Лондон
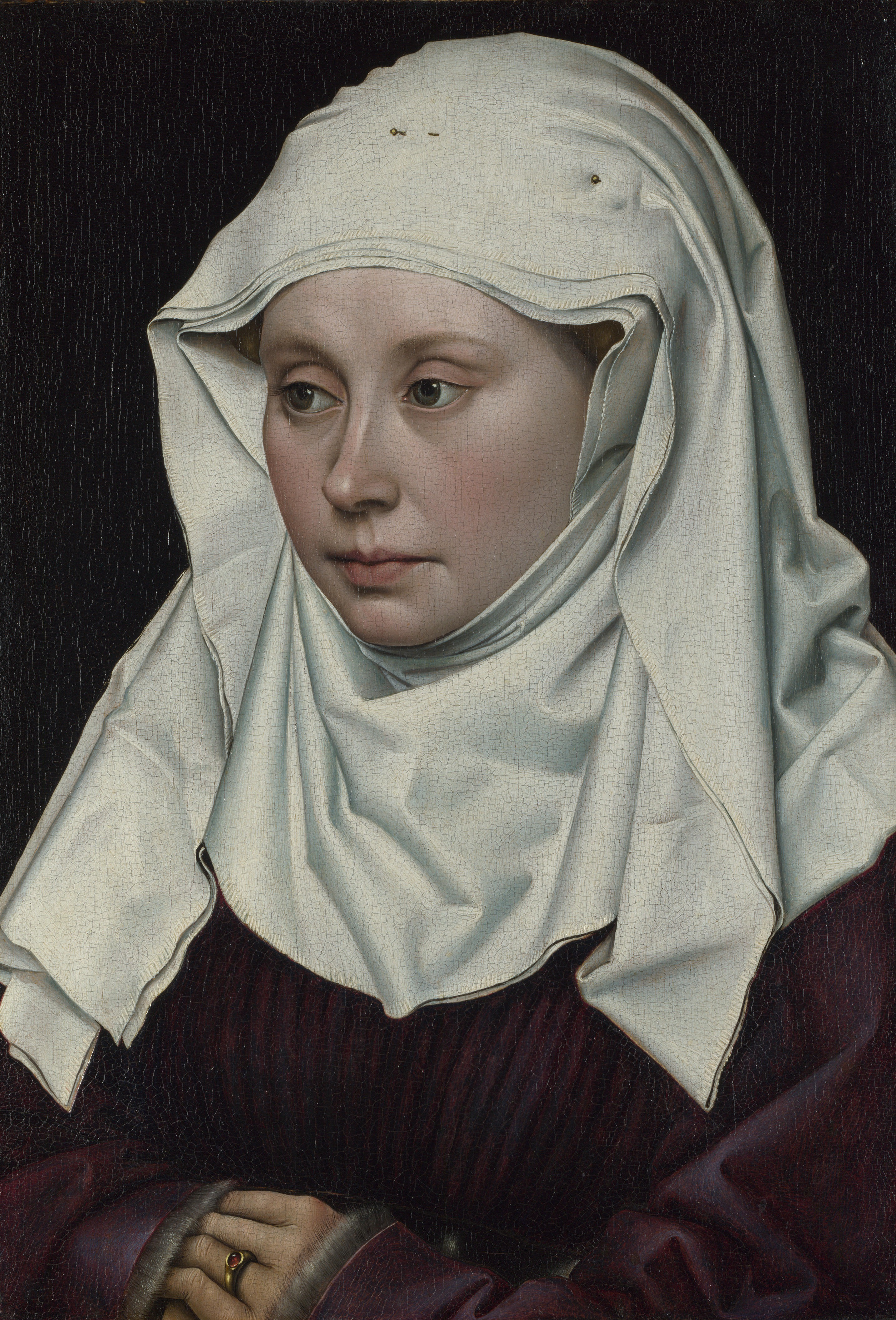
Женский портрет. Ок. 1435. Дерево, темпера, масло. Национальная галерея, Лондон
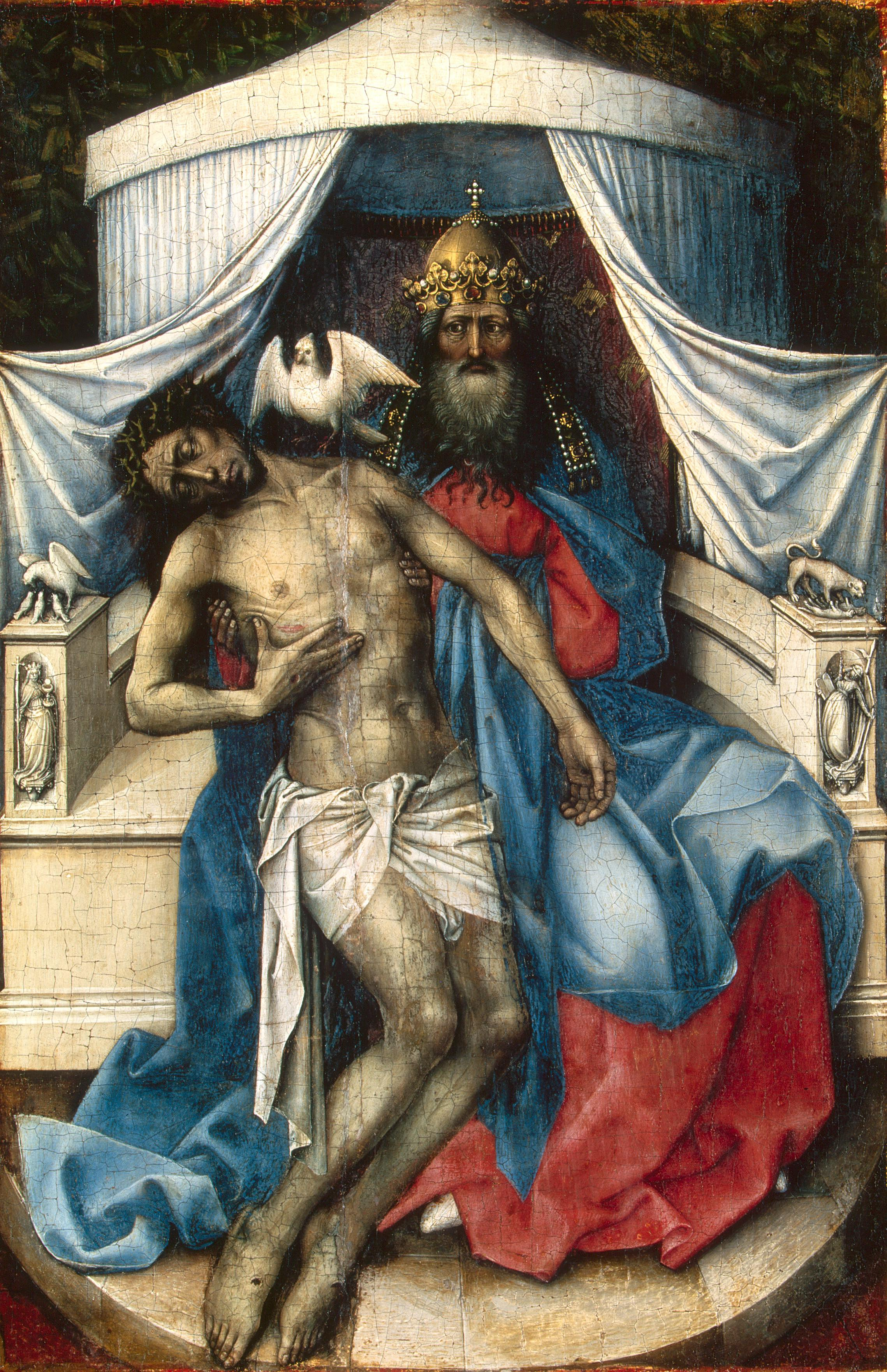
Троица. Левая створка диптиха. 1430-е. Дерево, масло. Государственный Эрмитаж, Санкт-Петербург
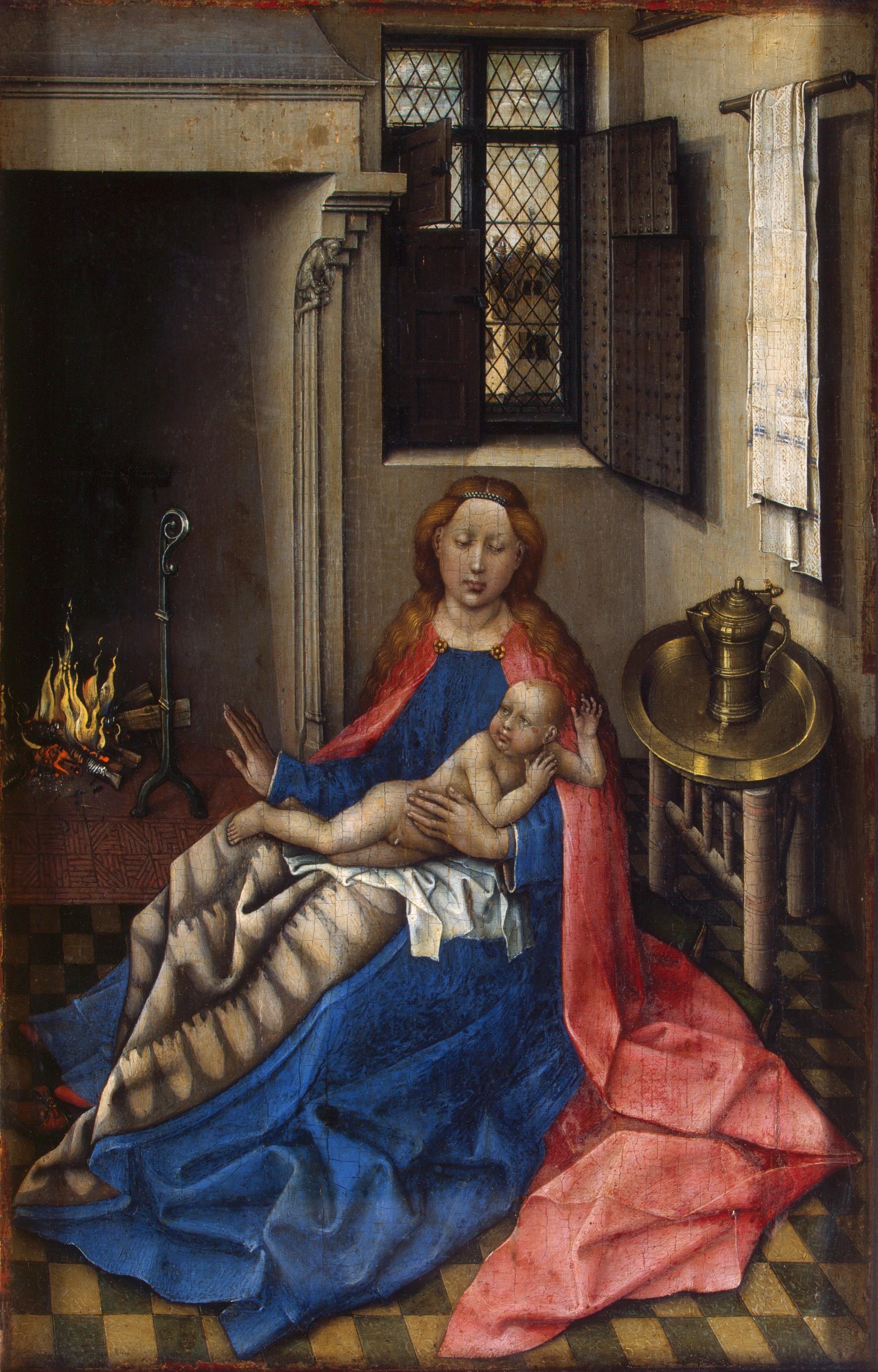
Мадонна с Младенцем у камина. Правая створка диптиха. 1430-е. Дерево, масло. Государственный Эрмитаж, Санкт-Петербург
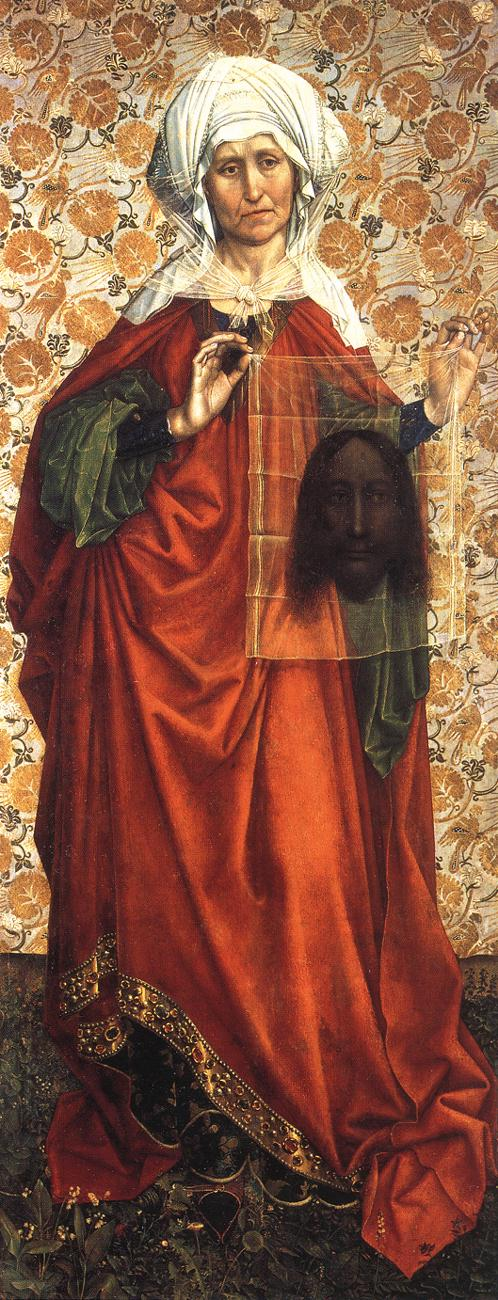
Святая Вероника. Между 1428 и 1430. Дерево, масло. Штеделевский художественный институт, Франкфурт-на-Майне

### Флемальский алтарь
В настоящее время алтарь находится в Штеделевском художественном институте (Франкфурт-на-Майне). Он получил своё название от Флемальского аббатства, близ Льежа — прежде ошибочно считалось, что именно оттуда он происходит. Сохранилось четыре створки, три из них принадлежат Флемальскому мастеру: «Святая Троица», «Дева Мария с Младенцем» и «Святая Вероника» (ок. 1410).

### Алтарь Мероде
Алтарь Мероде, или Триптих Благовещения, датируется 1427—1432 годами. В настоящее время он находится в музее Клойстерс в Нью-Йорке. Авторство Кампена ставится историками искусства под сомнение; возможно, алтарь написан (как копия оригинальной алтарной картины) талантливым учеником мастера. Другой вариант центральной панели того же триптиха выставлена в Брюсселе и, возможно, представляет собой оригинал работы самого Кампена. Алтарный триптих на сюжет Благовещения (с донаторами), выставленный в Клойстерсе, долгое время находился во владении знатной фламандской (бельгийской) семьи Мероде (Mérode), отсюда его распространённое название.

### Зайлернский триптих
Зайлернский триптих, также известный как «Погребение Христа», датируемый 1410—1415 или 1420—1425 годами, представляет собой небольшой алтарный образ в виде створчатого триптиха (60 x 48,9 см), выполненный маслом по дереву с золочением. Панели, которые следует читать слева направо, изображают три этапа Страстного цикла: Распятие, Погребение и Воскресение. Название произведения возникло по фамилии бывшего владельца, графа Зайлерна, который завещал его Институту Курто после своей смерти в 1978 году. Ныне триптих хранится в Галерее Курто в Лондоне.

### Эрмитажный складень
Картина представляет собой двустворчатый складень, изображение написано на двух дубовых досках одинакового размера 34,3 × 24,5. Работа посвящена двум основным догматам христианства — воплощению и искуплению. Справа представлены Дева Мария и детство Христа (воплощение), слева — Снятие с креста (искупление); также на левой створке показан третий догмат христианства — Троица. Время создания — 1430-е годы; обе створки обрамлены одинаковым живописным орнаментом (написан значительно позднее).